# Ctenophorus pictus
Ctenophorus pictus là một loài thằn lằn trong họ Agamidae. Loài này được Peters mô tả khoa học đầu tiên năm 1866.

## Hình ảnh

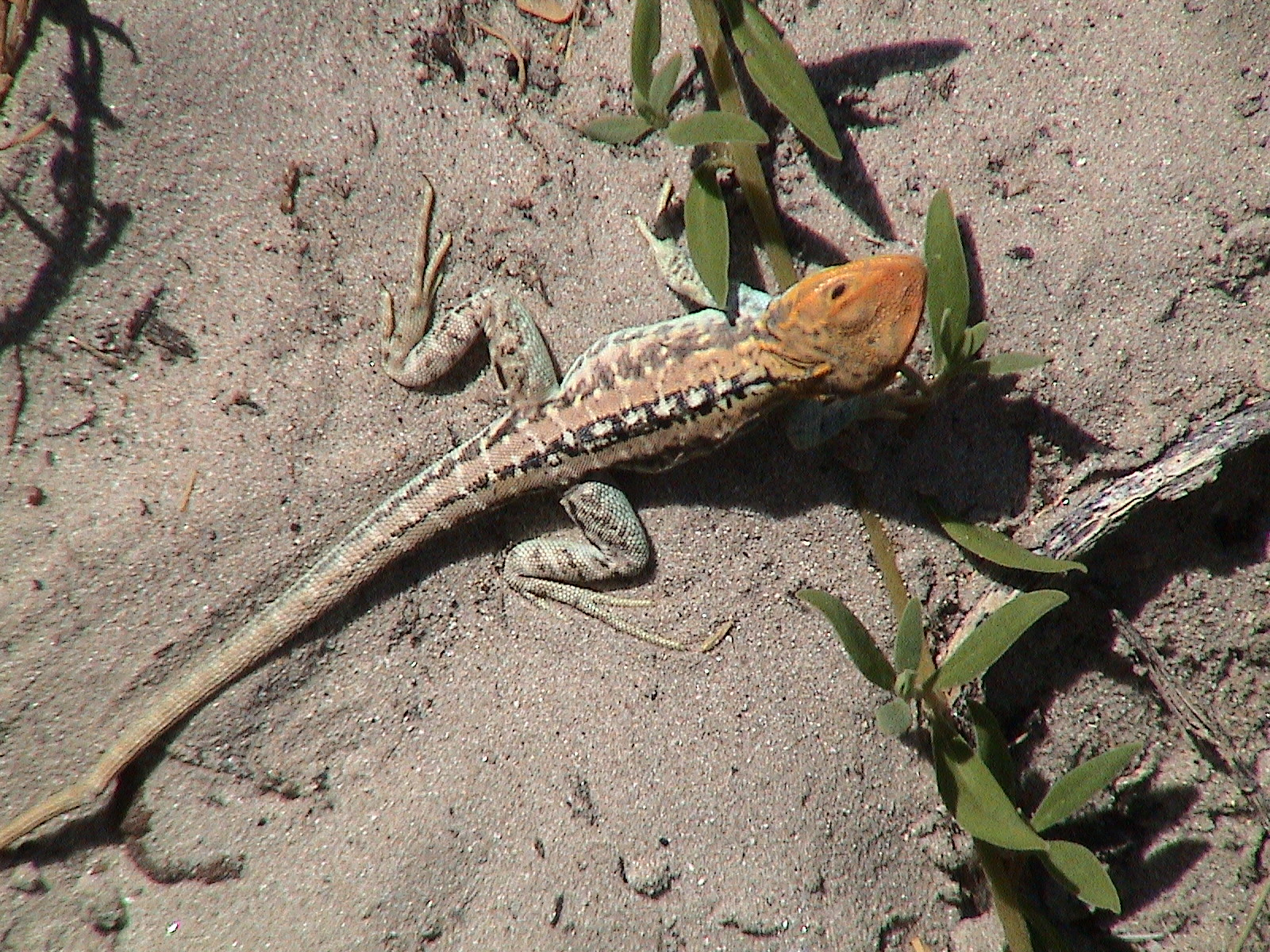
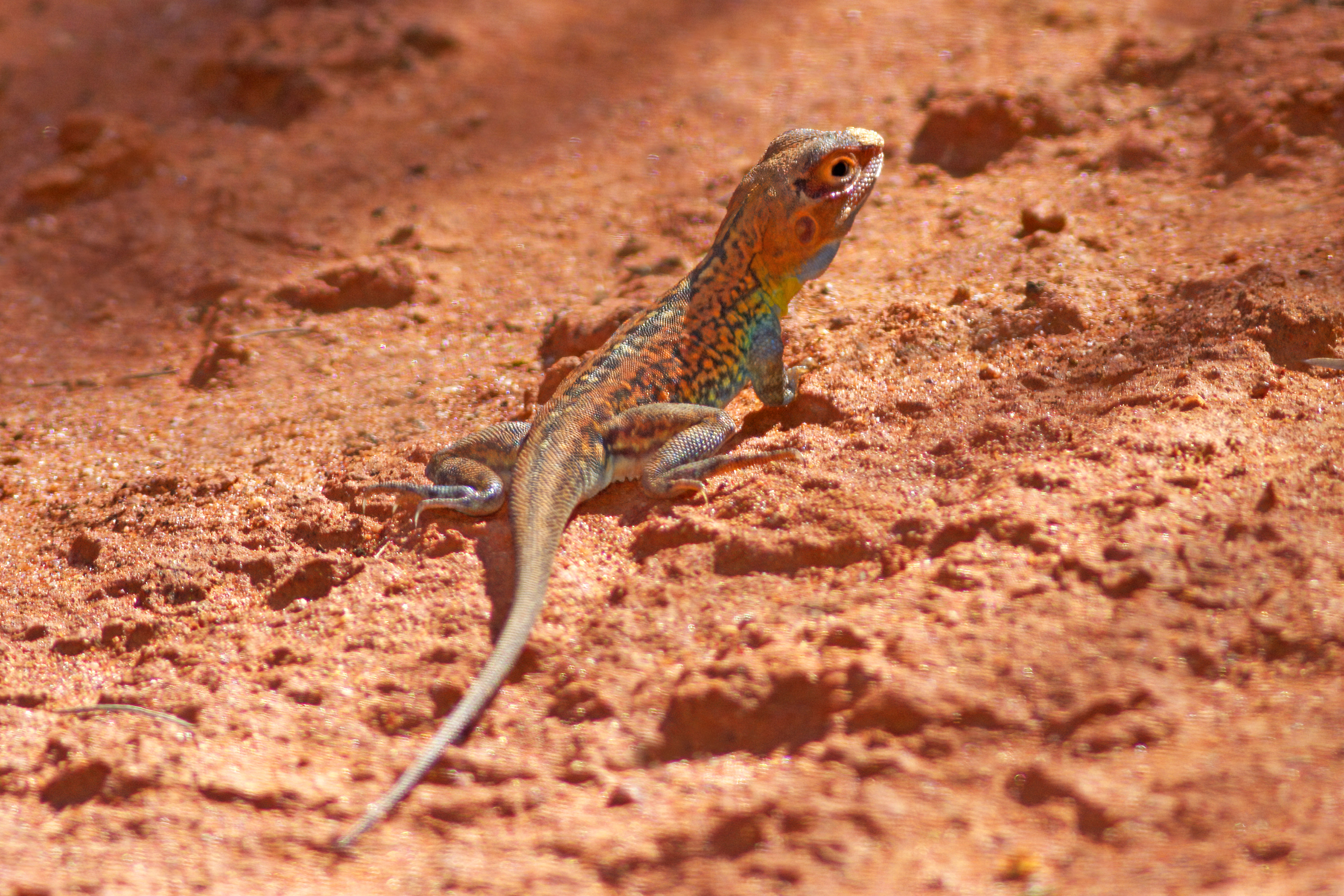